# Habrobracon hebetor
Habrobracon hebetor is een insect dat behoort tot de orde vliesvleugeligen (Hymenoptera) en de familie van de schildwespen (Braconidae). De wetenschappelijke naam van de soort werd voor het eerst geldig gepubliceerd door Thomas Say in 1836 als Bracon hebetor.
Deze sluipwesp kan onder andere Pectinophora gossypiella, Ephestia kuhniella en de Indische meelmot parasiteren, door haar eitjes op de larve te leggen, na deze larve eerst verlamd te hebben.